# Hassi El Euch
Hassi El Euch là một đô thị thuộc tỉnh Djelfa, Algérie. Dân số thời điểm năm 2002 là 10.834 người.